# 金世麟
金世麟（？—？），江西丰城人，是一名清朝政治人物。举人出身。
金世麟曾于乾隆三十四年接替杨遇任龙岩州知州一职，乾隆四十二年由宋学源接任。